# Дзоне
Дзо́не, Цоне (итал. Zone, ломб. Sù / Zòne) — коммуна в Италии, в провинции Брешиа области Ломбардия.
Население составляет 1145 человек (2008), плотность населения составляет 60 чел./км². Занимает площадь 19 км². Почтовый индекс — 25050. Телефонный код — 030.
Покровителем коммуны почитается святой Иоанн Креститель, празднование 24 июня.

## Демография
Динамика населения:

## Администрация коммуны
- Официальный сайт: http://www.comune.zone.bs.it/